# Медісон (переписна місцевість, Мен)
Медісон (англ. Madison) — переписна місцевість (CDP) в США, в окрузі Сомерсет штату Мен. Населення — 2533 особи (2020).

## Географія
Медісон розташований за координатами 44°48′28″ пн. ш. 69°51′1″ зх. д. / 44.80778° пн. ш. 69.85028° зх. д. (44.807789, -69.850366).  За даними Бюро перепису населення США в 2010 році переписна місцевість мала площу 17,38 км², з яких 16,65 км² — суходіл та 0,74 км² — водойми.

## Демографія
Згідно з переписом 2010 року, у переписній місцевості мешкало 2630 осіб у 1122 домогосподарствах у складі 665 родин. Густота населення становила 151 особа/км².  Було 1243 помешкання (72/км²).
Расовий склад населення:
| - 97,1 % — білих - 0,5 % — корінних американців - 0,4 % — чорних або афроамериканців - 0,4 % — азіатів |

До двох чи більше рас належало 1,6 %. Частка іспаномовних становила 1,3 % від усіх жителів.
За віковим діапазоном населення розподілялося таким чином: 22,0 % — особи молодші 18 років, 58,2 % — особи у віці 18—64 років, 19,8 % — особи у віці 65 років та старші. Медіана віку мешканця становила 42,9 року. На 100 осіб жіночої статі у переписній місцевості припадало 92,0 чоловіків;  на 100 жінок у віці від 18 років та старших — 85,4 чоловіків також старших 18 років.
Середній дохід на одне домашнє господарство  становив 41 007 доларів США (медіана — 35 718), а середній дохід на одну сім'ю — 48 475 доларів (медіана — 40 500). Медіана доходів становила 40 556 доларів для чоловіків та 31 125 доларів для жінок. За межею бідності перебувало 22,7 % осіб, у тому числі 39,7 % дітей у віці до 18 років та 7,8 % осіб у віці 65 років та старших.
Цивільне працевлаштоване населення становило 764 особи. Основні галузі зайнятості: освіта, охорона здоров'я та соціальна допомога — 38,6 %, будівництво — 18,3 %, виробництво — 17,0 %.